# Appalachen
De Appalachen (Engels: Appalachian Mountains) zijn een middelgebergte in het oosten van Noord-Amerika met afgeronde topzones. Het gebergte is Caledonisch (400 miljoen jaar oud) van oorsprong en bevat vele steenkoolvelden.
De Appalachian Trail is een lange-afstands-wandelpad dat zich over bijna de volle lengte van de Appalachen uitstrekt.

## Geschiedenis
De Appalachen hebben geruime tijd als een soort barrière gefungeerd tussen de eerste kolonisten in het oosten en hun achterland. Vooral de verbindingen hebben problemen opgeleverd doordat meteen achter de vier havensteden de ketens zich verheffen - weliswaar niet zo hoog, maar niettemin destijds een lastige hindernis. De oorspronkelijke ossenwagens voldeden hiervoor niet en men probeerde het met kanalen en spoorwegen. De kortste spoorwegverbindingen (zoals de Baltimore & Ohio Railroad) met het midden en westen kregen Baltimore en Philadelphia, nadat de inwoners van deze laatsten eerst een - mislukte - poging hadden ondernomen een kanaal óver het gebergte aan te leggen, compleet met sluizen en hijstoestellen. New York slaagde er wel in een goede waterverbinding (de Hudson) aan te leggen.

## Geomorfologie
De Appalachen liggen voornamelijk in de Verenigde Staten vanaf het midden van Alabama maar strekken zich uit tot in Newfoundland, Canada en bestaan uit een aantal parallel lopende ketens met verschillende namen. Enkele toppen overschrijden de 2000 metergrens (Mt. Mitchell - 2037 meter; Great Smoky Mts - 2030 meter). De bergketens lopen voornamelijk volgens twee evenwijdige lijnen die een breed lengtedal insluiten, de Great Appalachian Valley. De geologische samenstelling van het gebergte bestaat uit paleozoïsche zandsteen, leisteen en kalk met aan de randen afzettingen van de Krijtzee eroverheen. Het stelsel is namelijk al afgezet in het Perm. Gedurende de glaciale perioden was de noordelijke massa met landijs overdekt waarvan de vele rivieren en meren restanten zijn. Zij wateren af langs de lengtedalen.

## Appalachisch reliëf
De Appalachen zijn de type-locatie voor een bepaald soort reliëf in de structurele geologie en de geomorfologie: het gaat er om een relatief oude plooiing, waarbij de geplooide lagen overspoeld werden door de zee, afgevlakt werden en bedekt werden met nieuwe sedimentlagen. Na opheffing vormden zich een nieuw rivierpatroon op de jonge sedimenten die door erosie na lange tijd de oude, afgevlakte, geplooide lagen blootlegden (een epigenetische rivier). De heuvels in het Appalachisch reliëf worden voornamelijk gevormd door de hardste lagen en de valleien zullen eerder overeenkomen met de zachtere lagen. Net als bij een Jurassisch reliëf komen er cluses voor. Het verschil met een Jurassisch reliëf bestaat erin dat er daar de plooiing heel recent plaatsvond en gebeurde terwijl de rivier al bestond ('antecedente rivier') en deze de gesteenten kan eroderen (indien de erosiekracht van de rivier sterk genoeg is).

## Appalachia
De regio rondom het gebergte wordt Appalachia genoemd. De cultuurgeschiedenis van de regio is het onderwerp van het openluchtmuseum Museum of Appalachia.